# 艾维科技
艾维科技（Avid Technology）是一家美国马萨诸塞州伯灵顿的科技、多媒体公司，从事音频和视频编辑软件开发。

## 历史
1987年8月，它由阿波羅電腦的前营销经理比尔·沃纳（Bill Warner）创立，第一个产品Avid/1 Media Composer于1988年4月在全美廣播事業者聯盟大会上展出。